# Michel Skaff
Michel Skaff (arab. ‏ميشال سكاف‎, ur. w 1923) – libański zapaśnik, uczestnik Igrzysk Olimpijskich w 1952 w Helsinkach. Na igrzyskach wziął udział w turnieju zapaśniczym w stylu klasycznym do 87 kg.
Wicemistrz i brązowy medalista igrzysk śródziemnomorskich w 1951 roku.

## Igrzyska Olimpijskie 1952
Skaff wygrał 2:1 w pierwszej rundzie walkę z reprezentantem Rumunii Ovidiu Foraiem w dwóch kolejnych przegrywał przed czasem z Gyula Kovács reprezentującym Węgry oraz reprezentantem Szwecji Karlem-Erikiem Nilssonem.